# Савинское городское поселение (Архангельская область)
Савинское городское поселение или муниципальное образование «Савинское» — упразднённое муниципальное образование со статусом городского поселения в Плесецком муниципальном районе Архангельской области.
Соответствовало административно-территориальным единицам в Плесецком районе — посёлку городского типа Савинский
Административный центр — рабочий посёлок Савинский.
Законом Архангельской области от 26 апреля 2021 года № 412-25-ОЗ с 1 июня 2021 года упразднено в связи с преобразованием Плесецкого муниципального района в муниципальный округ.

## География
Савинское городское поселение находится в центре Плесецкого района Архангельской области. На территории поселения выделяются реки Шелекса, Емца, Верхняя Тёлза и Северица. Крупнейшее озеро поселения — Большое Сямгозеро. Оно является самым крупным карстовым озером Архангельской области.

## История
Муниципальное образование было образовано в 2006 году.
Согласно Указу Президиума Верховного Совета (ПВС) РСФСР от 26.02.1939 года в Плесецком районе из части Плесецкого, Петровского и Савинского советов был создан Кочмасский сельсовет. Решением облисполкома от 15.12.1961 года посёлок при Савинском строительно-монтажном управлении, леспромхозе  и строящемся цементном заводе был отнесён к категории рабочих посёлков  с присвоением наименования Савинский. Сельский совет был упразднён с передачей его территории в административное подчинение вновь образованному Савинскому поселковому и Емцовскому поселковому советам.
В 1776 году Савинская волость Турчасовского стана Каргопольского уезда вошла в состав Олонецкой области Новгородского наместничества. В 1780 году Савинская волость вошла в состав Онежского уезда Архангельской области Вологодского наместничества.

## Население
| 2005  | 2010  | 2011  | 2012  | 2013  | 2014  | 2015  |
| ----- | ----- | ----- | ----- | ----- | ----- | ----- |
| 9179  | ↘8718 | ↘8705 | ↘8493 | ↘8265 | ↘8140 | ↘8031 |
| 2016  | 2017  | 2018  | 2019  | 2020  | 2021  |       |
| ↘7916 | ↘7843 | ↘7731 | ↘7554 | ↘7340 | ↘7187 |       |

## Экономика
- Савинский цементный завод

## Состав поселения
В состав городского поселения входят:
- 88-го Квартала
- Кривозерко
- Река Емца
- Савинский
- Савинское
- Санатория Тимме
- Шелекса
- Шестово